# Stilbometopa impressa
Stilbometopa impressa är en tvåvingeart som först beskrevs av Jacques-Marie-Frangile Bigot 1885.  Stilbometopa impressa ingår i släktet Stilbometopa och familjen lusflugor. Inga underarter finns listade i Catalogue of Life.